# Alpi Bavaresi
Le Alpi Bavaresi (in tedesco Bayerische Alpen) sono una sezione delle Alpi, la cui cima più elevata è il Großer Krottenkopf (2657 m s.l.m.).

## Classificazione
Secondo la Partizione delle Alpi del 1926 le Alpi Bavaresi avevano una delimitazione geografica maggiore e comprendevano anche le Alpi calcaree nordtirolesi.
La Suddivisione Orografica Internazionale Unificata del Sistema Alpino (SOIUSA) ha ridefinito tutte le Alpi Nord-orientali ed ha ridisegnato la delimitazione delle Alpi Bavaresi.
Secondo la letteratura austriaca le Alpi (o Prealpi) Bavaresi individuano una porzione più ristretta del sistema alpino. Secondo quest'ultima definizione corrispondono alle sottosezioni della SOIUSA: Alpi del Wallgau e Alpi del Mangfall.

## Geografia
Le Alpi Bavaresi interessano principalmente la Baviera in Germania. Marginalmente interessano i land austriaci: Vorarlberg, Tirolo e Salisburghese.

## Suddivisione
In accordo con le definizioni della SOIUSA le Alpi Bavaresi si suddividono in sei sottosezioni e quindici supergruppi:
- Prealpi di Bregenz
  - Prealpi Occidentali di Bregenz
  - Prealpi Orientali di Bregenz
- Alpi dell'Algovia
  - Monti della Walsertal
  - Prealpi Occidentali dell'Algovia
  - Alpi dell'Algovia in senso stretto
  - Prealpi Orientali dell'Algovia
  - Monti del Tannheim
- Alpi dell'Ammergau
  - Alpi sudorientali dell'Ammergau
  - Alpi nordoccidentali dell'Ammergau
- Alpi del Wallgau
  - Alpi Occidentali del Wallgau
  - Alpi Orientali del Wallgau
- Alpi del Mangfall
  - Tegernse
  - Schlierse
- Alpi del Chiemgau
  - Alpi di Inzell
  - Prealpi del Chiemgau.

## Montagne
Le montagne più importanti delle Alpi Bavaresi sono:
- Großer Krottenkopf - 2.657 m
- Daniel - 2.340 m
- Nebelhorn - 2.224 m
- Glatthorn - 2.134 m
- Damülser Mittagspitze - 2.097 m
- Krottenkopf - 2.086 m
- Hinteres Sonnwendjoch - 1.986 m
- Sonntagshorn - 1.961 m
- Rotwand - 1.884 m

## Galleria d'immagini

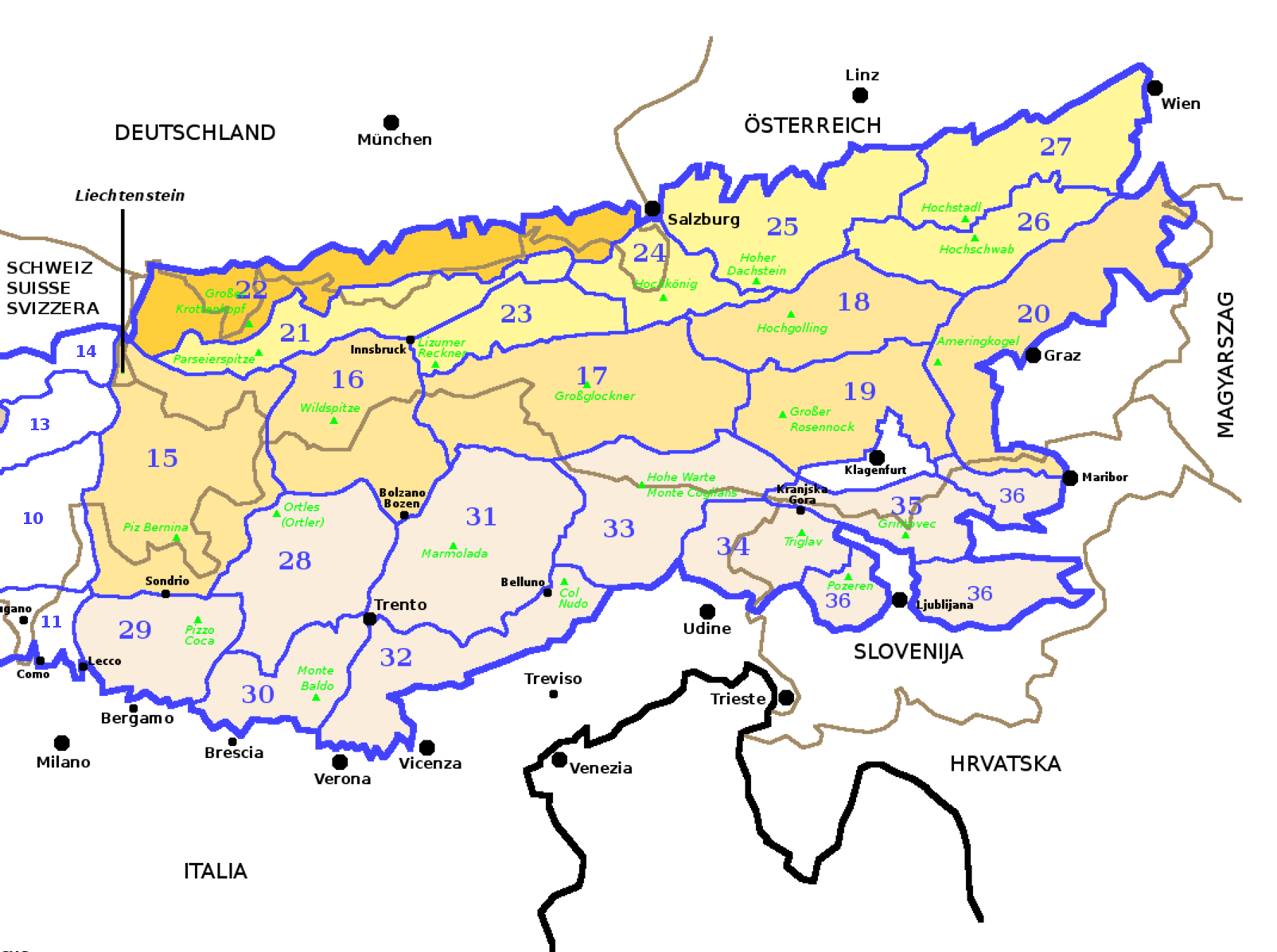
Le Alpi Bavaresi (sezione n. 22) nelle Alpi Orientali.
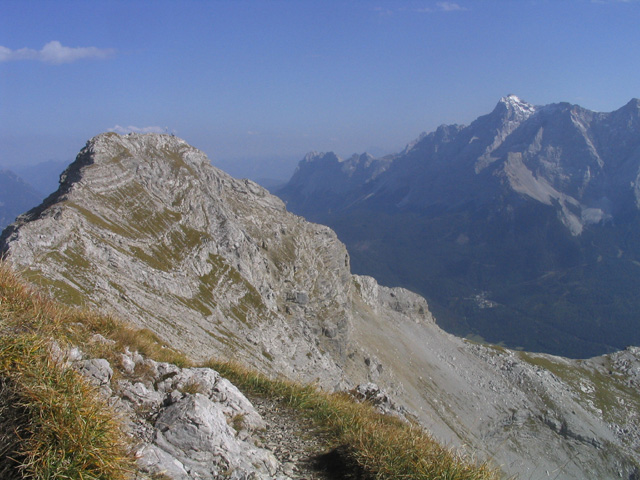
Il Daniel.
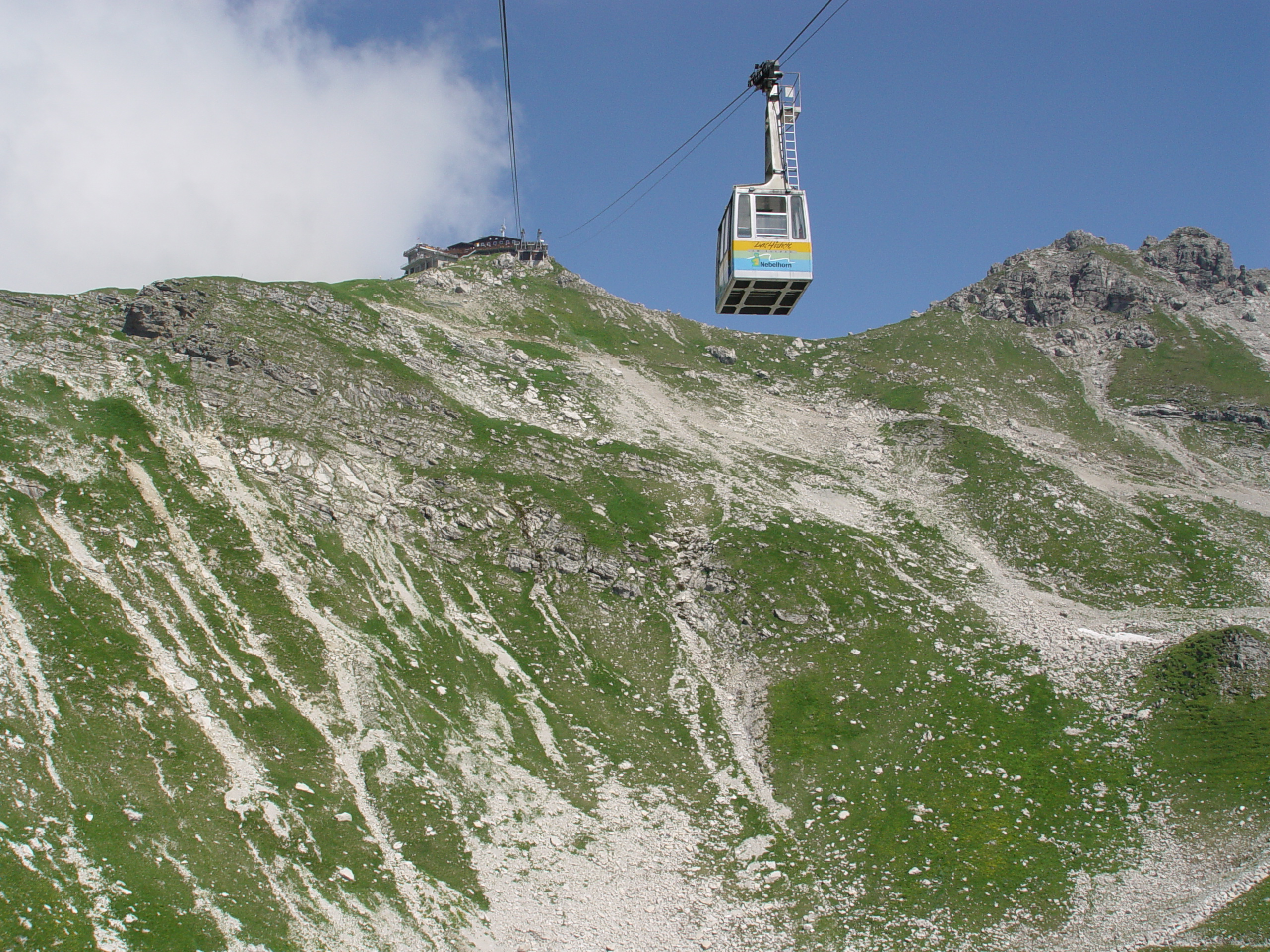
Nebelhorn
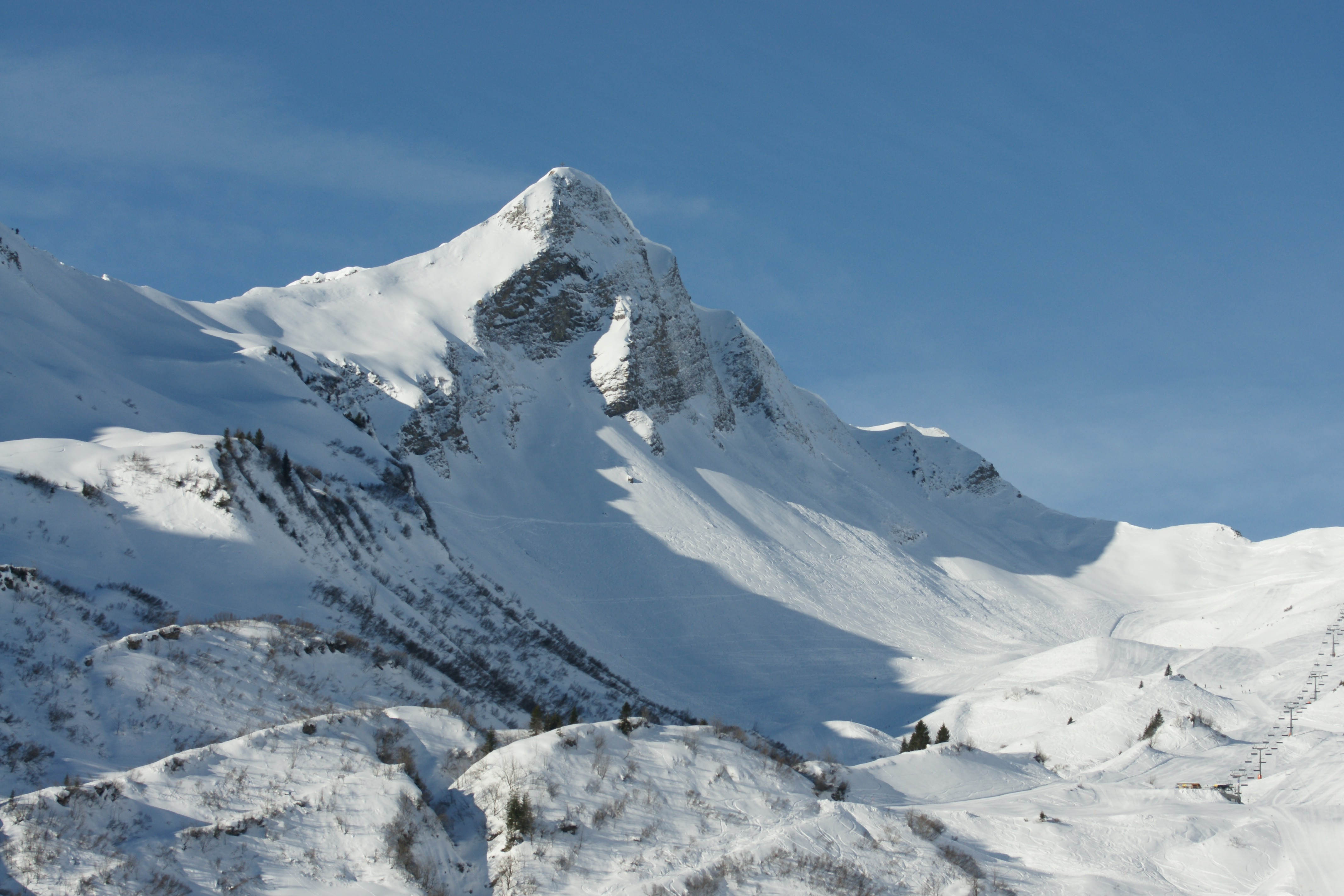
Glatthorn
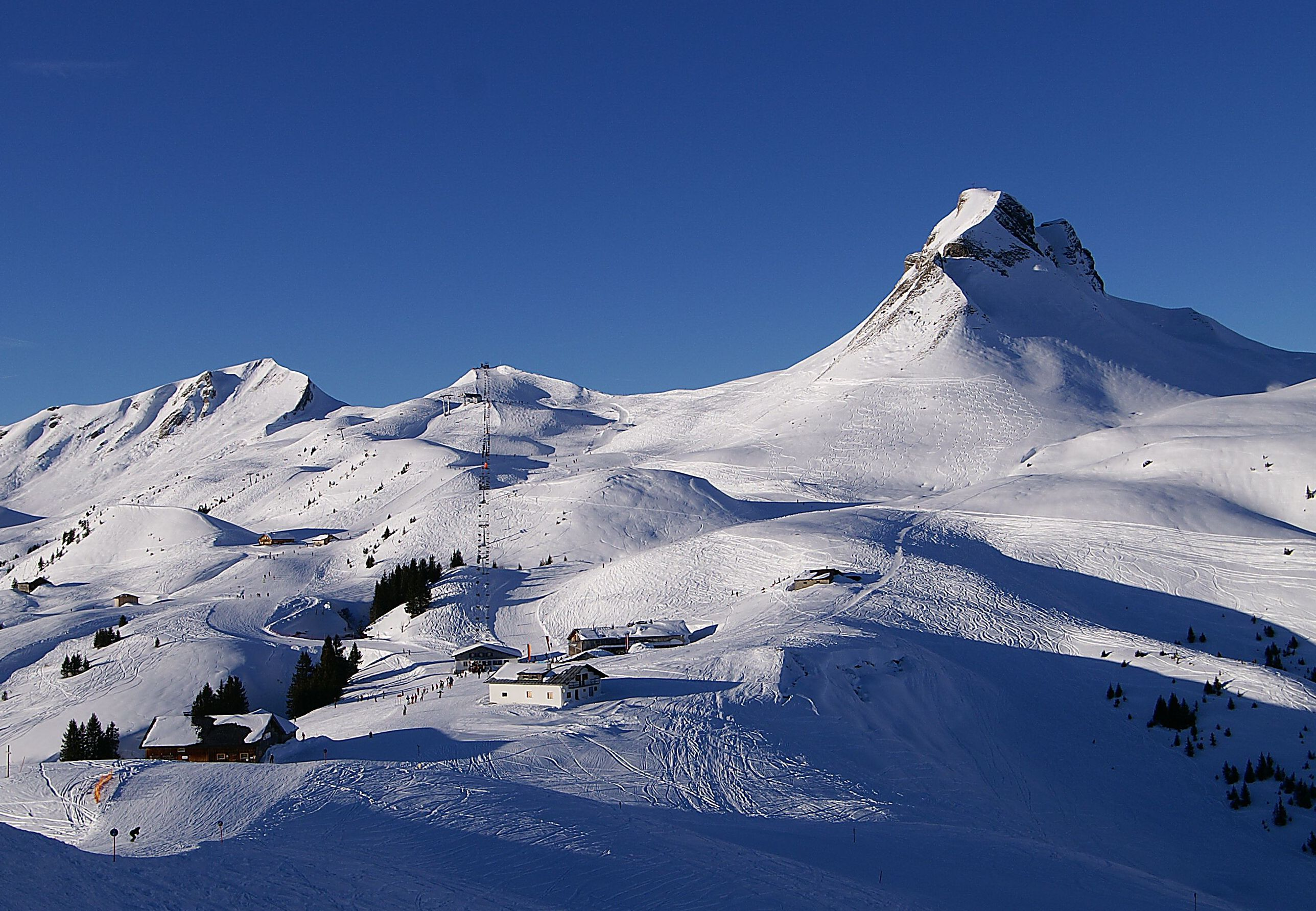
Damülser Mittagspitze
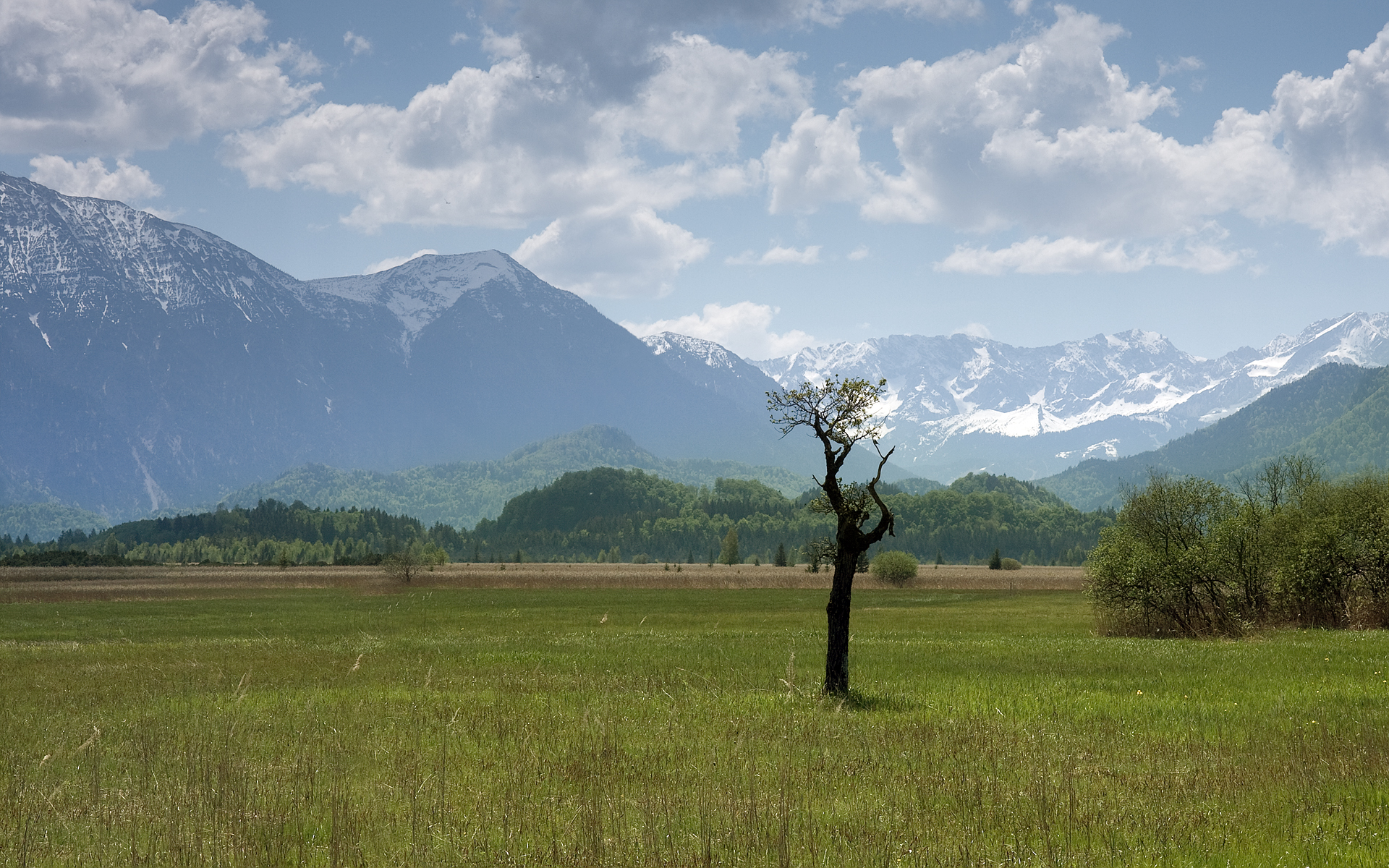
Alpi Bavaresi, viste da Murnau
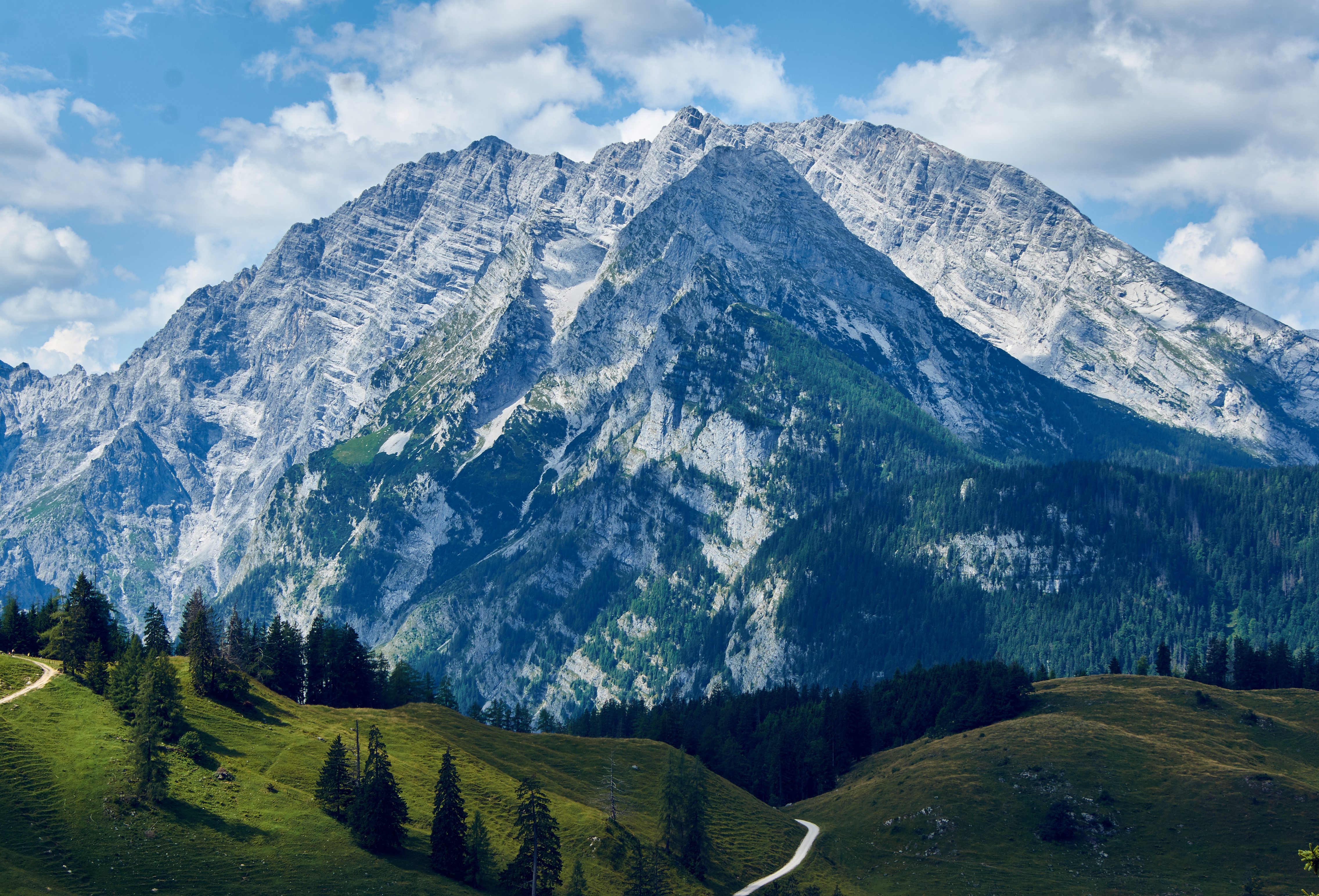
Massiccio di Watzmann
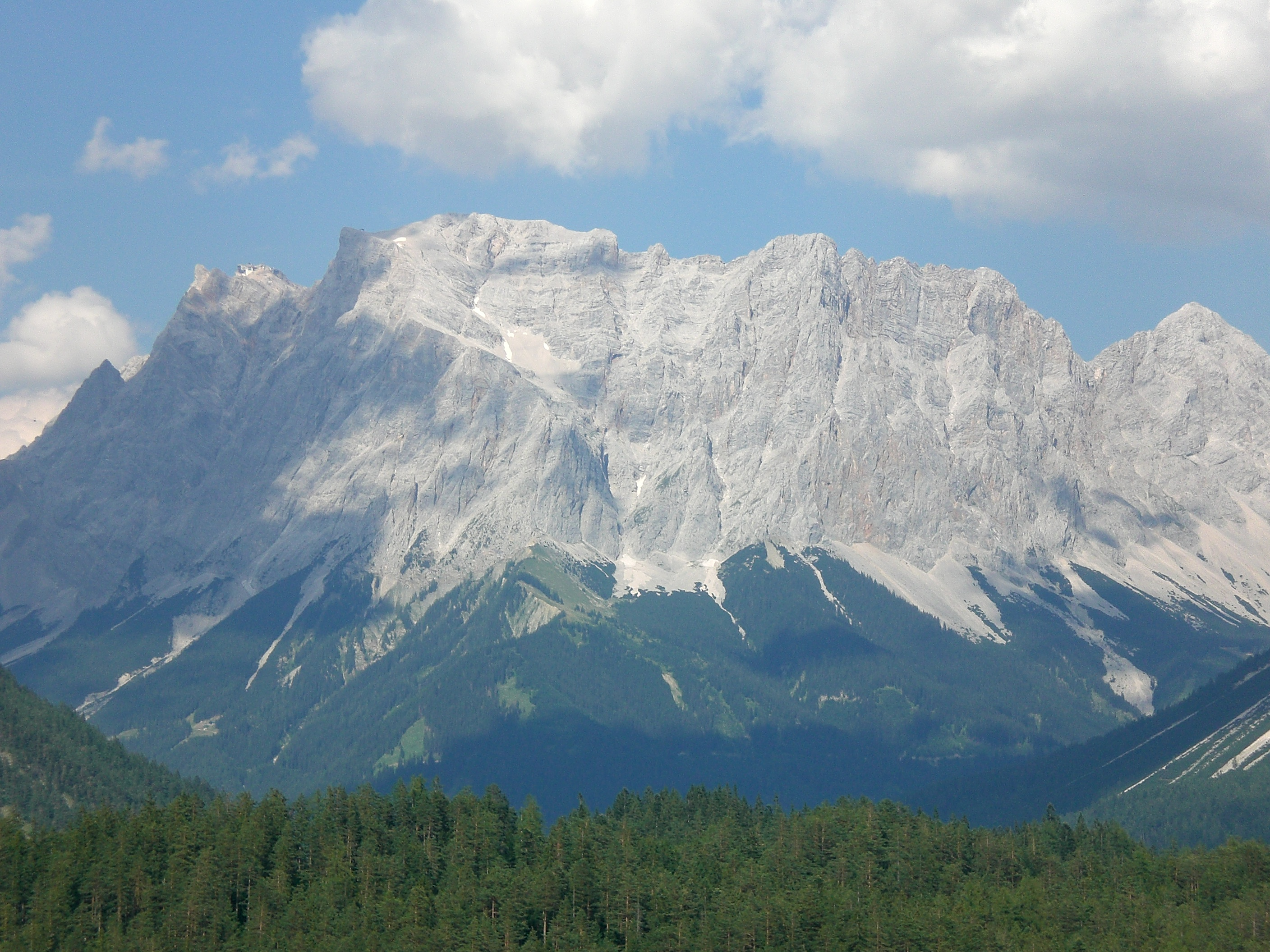
Zugspitze